# Martin Salmon
Pour les articles homonymes, voir Salmon.
Martin Alexander Salmon, né le 29 octobre 1997 à Germersheim, est un coureur cycliste allemand.

## Biographie
Martin Salmon devient champion d'Allemagne sur route cadets (15/16 ans) en 2013.
En 2015, en tant que coureur junior (moins de 19 ans), il remporte une étape du Grand Prix Général Patton, l'une des manches de la Coupe des Nations Juniors et se classe troisième du championnat d'Allemagne sur route juniors. En fin d'année, il termine cinquième du championnat du monde sur route juniors
L'année suivante, il rejoint le club français Chambéry CF. Entre 2017 et 2019, il court au sein de l'équipe Development Sunweb qui sert de réserve à la formation World Tour Sunweb. En 2019, il remporte le classement des grimpeurs du Tour de Slovaquie. En fin d'année, il court comme stagiaire pour l'équipe Sunweb.
En 2020, il passe professionnel au sein de l'équipe Sunweb. En août, lors du Tour du Limousin-Nouvelle-Aquitaine, il remporte le classement de la montagne. En octobre, il participe au Tour d'Espagne, son premier grand tour, mais, fatigué, il abandonne lors de la  14e étape. En 2021, son meilleur résultat est une troisième place sur une étape du Tour du Danemark.
À la fin de l'année 2021, non conservé par l'équipe DSM, il arrête sa carrière professionnelle à l'âge de 24 ans.

## Palmarès sur route

### Par années
- 2013
  -  Champion d'Allemagne sur route cadets
- 2015
  - 2e étape du Grand Prix Général Patton
  - 3e du championnat d'Allemagne sur route juniors
  - 5e du championnat du monde sur route juniors

### Résultats sur les grands tours

#### Tour d'Espagne
1 participation
- 2020 : abandon (14e étape)

### Classements mondiaux
| Année                                 | 2019  | 2020 | 2021  |
| ------------------------------------- | ----- | ---- | ----- |
| Classement mondial                    | 3176e | nc   | 2123e |
| UCI Europe Tour                       | 1951e | nc   | 1441e |
|                                       |       |      |       |
| Légende : nc = non classéSource : UCI |       |      |       |

## Palmarès sur piste
- 2019
  - 3e du championnat d'Allemagne de course aux points